# Службовий роман
«Службо́вий рома́н» (рос. «Служебный роман») — російська радянська двосерійна кінокомедія 1977 року, знята на кіностудії «Мосфільм». Режисер — Ельдар Рязанов. Сценарій фільму заснований на п'єсі Ельдара Рязанова й Еміля Брагінського «Співробітники». Лідер прокату кінофільмів 1978 року в СРСР (58,4 мільйони глядачів). Названий найкращим фільмом року за результатами опитування читачів журналу «Радянський екран» (рос. Советский экран). Фільм одержав визнання за сатиричне відтворення побуту міністерського колективу епохи застою, а також сцени з осінніми московськими пейзажами.

## Сюжет
Дія фільму відбувається в Москві в 1977 році. Анатолій Єфремович Новосельцев — боязкий і неспритний батько-одинак, працює в статистичному бюро. Директор установи  — Людмила Прокопіївна Калугіна — сувора, похмура й старомодна неодружена жінка 36 років. Колеги називають її за спиною «наша понура», а Новосельцева вважають досвідченим і перспективним працівником. Він мріє про підвищення, оскільки йому набридло «длубатися старшим статистиком»; до того ж збільшення до зарплати допомогло б йому годувати двох своїх маленьких синів. Однак він не наважується поговорити про це зі своєю начальницею.
В установі з'являється нова людина — Юрій Григорович Самохвалов, колишній однокурсник Новосельцева, якого призначено заступником Калугіної. Він радить їй призначити Новосельцева начальником відділу легкої промисловості, але вона вважає його занадто «млявим і безініціативним» для цієї посади. У цей же день Самохвалов улаштовує вечірку у своїй квартирі на честь своєї нової посади і запрошує туди своїх колег. Там за його порадою Новосельцев намагається пофліртувати із начальницею з метою налагодити з нею відносини, однак у нього нічого не виходить, оскільки він панічно її боїться. Почуваючи себе вкрай ніяково, він незграбно намагається поговорити з нею, читає їй вірші, співає, однак Калугіна холодно реагує на всі його спроби вразити її. Нарешті Новосельцев впадає у розпач і в запалі говорить їй перед усіма гостями, що вважає її безсердечною й сухою, позбавленою всього людського.
Наступного дня збентежений Новосельцев приходить у кабінет директора просити вибачення. Спочатку Калугіна суворо вишпетує його, але потім несподівано вибухає плачем — виявляється, що усі його звинувачення боляче ранили її. Новосельцев уражений таким проявом почуттів начальниці. Між ними відбувається задушевна розмова, у якій Калугіна розповідає йому про своє безрадісне самотнє життя, у якому, крім роботи, нічого немає. Із цього моменту вони починають зближуватися й поступово закохуються один в одного. Любов перетворює Людмилу — вона дивує своїх колег новою зачіскою, модним одягом і привітними манерами.
Паралельно з розвитком їхніх відносин, повним численних комічних ситуацій і дотепних діалогів, відбувається інша драматична історія — між Самохваловим й Ольгою Рижовою, однією зі співробітниць установи. Ще під час навчання в університеті вони зустрічалися, але потім розсталися. Тепер у кожного з них своя сім'я, однак після зустрічі із Самохваловим у бюро давня любов Ольги відроджується. Але він ставиться до неї лише як до друга. Тоді Ольга починає писати йому любовні листи, які вона передає йому через Віру — енергійну, балакучу й надмірно допитливу секретарку. Коли Віра випадково натрапляє на один із листів на столі Самохвалова, вона читає його й розповідає про це одній зі співробітниць, і таким чином увесь колектив починає обговорювати Рижову за її спиною й глузувати над нею. Незабаром Самохвалову набридають листи й переслідування Рижової, і він розповідає про все Шурі — активістці місцевкому й найбільшій пліткарці установи. Він віддає їй листи Рижової, і простить, щоб колектив розглянув цю проблему на засіданні місцевкому. Про це випадково довідується Калугіна. Вона дорікає за це Самохвалову й просить його вирішити цю проблему особисто.
Новосельцев, друг Рижової, також дізнається про витівку Самохвалова. У гніві він дає йому ляпаса в його ж кабінеті, прямо перед Калугіною. Той обіцяє «відплатити» йому за це. Коли Самохвалов довідується про роман між Новосельцевим і Калугіною, він розповідає їй, що Новосельцев почав залицятися до неї тільки щоб одержати підвищення. Калугіна шокована. Вона викликає у свій кабінет Новосельцева й говорить, що вирішила здійснити його бажання — призначити його начальником відділу легкої промисловості, але на цьому їхні відносини закінчено. Новосельцев зізнається, що почав упадати за нею саме з метою отримати цю посаду, але наполягає, що насправді закохався в неї. Вона не вірить йому. Тоді Новосельцев подає заяву про звільнення. Калугіна, у свою чергу, відмовляється його звільнити. Між ними відбувається дуже емоційна суперечка, яка закінчується бійкою прямо в кабінеті. Рятуючись від розлюченої Калугіної, Новосельцев вибігає з будинку й застрибує в машину — яка виявляється службовим автомобілем Калугіної з особистим шофером. Вона доганяє його й обрушує на нього град ударів й образ, але йому вдається її втихомирити. В останніх кадрах вони цілуються на задньому сидінні машини, і напис на екрані повідомляє, що через 9 місяців у Новосельцевих було вже 3 хлопчики — тобто, у Калугіної й Новосельцева народиться син.

## Актори та ролі

### Головні ролі
Аліса Фрейндліх – Людмила Прокопіївна Калугіна, директорка статистичної установи.
Андрій М'ягков – Анатолій Єфремович Новосельцев, старший статистик.
Олег Басілашвілі – Юрій Григорович Самохвалов, заступник Калугіної / голос чоловіка Віри по телефону.
Світлана Немоляєва – Ольга Петрівна Рижова, співробітниця статистичної установи.
Лія Ахеджакова – Віра (Вірочка), секретарка Калугіної.
Людмила Іванова – Шура, профспілкова активістка.

### В ролях
Петро Щербаков – Петро Іванович Бубликов, голова відділу громадського харчування.
Неллі Пшенна – дружина Самохвалова.
Надія Рєпіна – Альона, співробітниця статистичної установи, подруга Віри.
Віктор Філіпов – Боровських, голова відділу місцевої промисловості.
Олександр Фатюшин – співробітник статистичної установи.
Георгій Бурков – Жора, завгосп.
Марія Виноградова – членкиня інвертаризаційної комісії.
Олеся Іванова – членкиня інвертаризаційної комісії.
Володимир Плотніков – водій Калугіної.
Олександр Денисов – Вова, старший син Новосельцева.
Георгій Заранко – молодший син Новосельцева.
Ельдар Рязанов – пасажир автобуса.

## Факти
Компанія Google випустила Дудл на території Росії й України в честь сорокової річниці із дня виходу фільму.